# Njombe (regija)
Njombe je jedna od 30 administrativnih regija u Tanzaniji, u istočnoj Africi. Regija je nastala u ožujku 2012., kada i druge nove tanzanijske regije: Katavi, Geita i Simiju.

## Okruzi
Regija Njombe ima pet okruga: 
- Okrug Ludewa
- Okrug Makete
- Ruralni okrug Njombe
- Urbani okrug Njombe
- Okrug Wanging'ombe